# Hirnyk Roweńki
Hirnyk Roweńki (ukr. Футбольний клуб «Гірник» Ровеньки, Futbolnyj Kłub "Hirnyk" Roweńky) – ukraiński klub piłkarski z siedzibą w Roweńkach, w obwodzie ługańskim.
W sezonie 1997/98 występował w rozgrywkach ukraińskiej Pierwszej Lihi.

## Historia
Chronologia nazw:
- 1924—19??: Awanhard Roweńki (ukr. «Авангард» Ровеньки)
- 19??—19??: Sokił Roweńki (ukr. «Сокіл» Ровеньки)
- 19??—1994: Awanhard Roweńki (ukr. «Авангард» Ровеньки)
- 1995—1998: Awanhard-Industrija Roweńki (ukr. «Авангард-Індустрія» Ровеньки)
- 1998—2003: Awanhard Roweńki (ukr. «Авангард» Ровеньки)
- 2004: Awanhard-Inter Roweńki (ukr. «Авангард-Інтер» Ровеньки)
- 2005: Hirnyk-DJuSz Roweńki (ukr. «Гірник-ДЮСШ» Ровеньки)
- 2006—...: Hirnyk Roweńki (ukr. «Гірник» Ровеньки)

Drużyna piłkarska Awanhard została założona w mieście Roweńki w 1924 roku. Zespół występował w rozgrywkach mistrzostw i Pucharu obwodu woroszyłowgradskiego. W 1967 zdobył mistrzostwo Ukraińskiej SRR spośród drużyn kultury fizycznej. Sukces ten pozwolił w sezonie 1968 debiutować w Klasie B, 2 strefie ukraińskiej Mistrzostw ZSRR oraz w rozgrywkach Pucharu ZSRR. W 1970 w wyniku reorganizacji systemu lig ZSRR okazał się występować w Klasie B, 2 strefie ukraińskiej. Zajął w turnieju finałowym 14. miejsce, ale tylko siedem zespołów pozostało w rozgrywkach na szczeblu profesjonalnym. Potem kontynuował występy w rozgrywkach Mistrzostw i Pucharu obwodu. W latach 80. XX wieku nazywał się Sokił.
Od początku rozgrywek w niezależnej Ukrainie klub występował w rozgrywkach mistrzostw Ukrainy spośród zespołów amatorskich. W sezonie 1992/93 zajął drugie miejsce w 4 grupie. W następnym sezonie 1993/94 zajął pierwsze miejsce w 4 grupie, co pozwoliło w sezonie 1994/95 występować w rozgrywkach Trzeciej Lihi. Po zakończeniu rundy jesiennej klub zmienił nazwę na Awanhard-Industrija. W wyniku reorganizacji systemu lig w następnym sezonie 1995/96 występował już w Drugiej Lidze, Grupie B. W kolejnym sezonie 1996/97 klub zajął pierwsze miejsce w Grupie B i awansował do Pierwszej Lihi. Jednak nie utrzymał się w niej i spadł z powrotem do Drugiej Lihi. Klub przywrócił nazwę Awanhard i kontynuował występy w Drugiej Lidze, Grupie W. Po zakończeniu rundy jesiennej sezonu 2003/2004 połączył się z amatorskim zespołem Inter Ługańsk. Klub otrzymał nazwę Awanhard-Inter (Roweńki). Ale fuzja szybko rozpadła się, a następnie roweńkowski klub połączył się z Mołnija Siewierodonieck. W rzeczywistości oddał swoje miejsce innemu klubowi. W rundzie wiosennej pod nazwą Awanhard-Inter Roweńki faktycznie występowała drużyna Mołnija Siewierodonieck, która rozgrywała swoje mecze domowe w Siewierodoniecku. Po zakończeniu sezonu 2003/04 oficjalnie klub został rozwiązany, a miejsce w Drugiej Lidze pozostało dla Mołnii Siewierodonieck.
Jednak w Roweńkach już następną wiosną 2005 w mistrzostwach obwodu wystartował klub o nazwie Hirnyk-DJuSSz, który kontynuował tradycje Awanharda i rozgrywał swoje mecze domowe na stadionie Awanhard. W 2006 zmienił nazwę na Hirnyk i zdobył brązowy medal mistrzostw obwodu. Na stanowisko trenera klubu znowu zaproszono Anatolij Kuksow, który w latach 1999-2003 trenował Awanhard Roweńki. W 2010 sponsorem klubu została Spółka Węglowa DP "RoweńkyAntracyt" i klub przyjął nazwę Hirnyk DP "RoweńkyAntracyt".

## Sukcesy
- Klasa B, 2 strefa ukraińska:

5. miejsce: 1969
- Puchar ZSRR:

1/512 finału: 1967/68
- Mistrzostwa Ukraińskiej SRR spośród drużyn kultury fizycznej:

mistrz: 1967
- Persza Liha:

21. miejsce: 1997/98
- Druha Liha, Grupa B:

mistrz: 1996/97
- Puchar Ukrainy:

1/16 finału: 1994/95
- Amatorska liha:

mistrz: 1993/94